# Batalla del collado de Balaguer
La batalla del collado de Balaguer se libró en 1640 durante la sublevación de Cataluña.

## Antecedentes
En la primavera de 1640, Francesc de Tamarit fue encarcelado acusado de no facilitar alojamientos a las levas acuarteladas en Cataluña. El 22 de mayo, los campesinos sublevados entraron en Barcelona y lo pusieron en libertad. El 7 de junio del mismo año, en el Corpus de Sangre, grupos de segadores entraron de nuevo en la ciudad y asesinaron al virrey de Cataluña Dalmau III de Queralt.
En septiembre, el ejército de Felipe IV ocupó Tortosa gracias a la alianza con la clase señorial y el obispo de la ciudad, que, como la totalidad de los obispos catalanes, era políticamente realista. Las tropas realistas salieron en dirección a Barcelona el 8 de diciembre, recibiendo una gran resistencia en Perelló.

## La batalla
Dos mil sublevados se hicieron fuertes en el collado de Balaguer, situado en la localidad de Vandellós y Hospitalet del Infante con dos cañones, pero los realistas atacaron de frente y dispersaron a los defensores, a pesar de haber recibido refuerzos de Cambrils.

## Consecuencias
El ejército realista continuó avanzando en dirección a Barcelona, saqueando Vandellós, y el 16 de diciembre se rindió Cambrils, donde se habían retirado los migueletes, después de ser derrotados, y el 24 de diciembre se ocupó Tarragona, donde ya habían llegado los primeros refuerzos franceses.